# Чеснаускис, Эдгарас
Э́дгарас Чесна́ускис (лит. Edgaras Česnauskis; род. 5 февраля 1984, Куршенай, Шяуляйский район) — литовский футболист, крайний полузащитник.

## Карьера
Вместе со своим старшим братом Дейвидасом воспитывался в спортивной школе «Куршенай». В 16 лет дебютировал за клуб «Экранас» из Паневежиса, а в 19 лет — за национальную сборную. Играл за киевское «Динамо» в сезонах 2003/04—2005/06. В 2006—2009 годах выступал за российские клубы «Сатурн» из Раменского и «Москва». В 2010 году перешёл в московское «Динамо». В 2011 году перешёл в «Ростов». В 2015 покинул клуб как свободный агент.

## Достижения
- В списках 33 лучших футболистов чемпионата России (1): № 2 (2009).